# Стадион Бенк оф Калифорнија
Стадион Стадион Бенк оф Калифорнија (енгл. Banc of California Stadium) је фудбалски стадион у граду Лос Анђелесу, Калифорнија, САД. Стадион је дом ФК Лос Анђелес из МЛСа и будући дом ФК Ејнђел сити Националне женске фудбалске лиге. Стадион је отворен 18. априла 2018.  био је то први стадион на отвореном изграђен у граду Лос Анђелесу од 1962. године. Изграђен на месту некадашње Меморијалне спортске арене и налази се поред Меморијалног колосеума Лос Анђелеса и јужно од главног кампуса Универзитета Јужне Калифорније. ФК Лос Анђелес даје у подзакуп локацију од Универзитета који има главни закуп са Комисијом ЛА Меморијалног колосеума за рад и управљање Колосеумом и имовином стадиона.
Клуб је 2016. године потписао 15-годишњи уговор о праву именовања стадиона са Банк оф Калифорнија. Уговор је раскинут 2020. године, а ЛАФЦ је најавио евентуално преименовање у наредним годинама.

### Фудбал
Стадион је био једно од места одржавања Златног купа. Била је домаћин две утакмице у Групи Ц.
| Датум          | Репрезентација #1 | Рез.  | Репрезентација #2 | Турнир             | Гледалаца |
| -------------- | ----------------- | ----- | ----------------- | ------------------ | --------- |
| 6. март 2019.  | Салвадор          | 3 : 1 | Гватемала         | Пријатељска        | 18.342    |
| 7. април 2019. | Сједињене Државе  | 6 : 0 | Белгија           | Пријатељска (жене) | 20.941    |
| 25. јун 2019.  | Јамајка           | 1 : 1 | Курасао           | Група Ц            | 22.503    |
| 25. јун 2019.  | Хондурас          | 4 : 0 | Салвадор          | Група Ц            | 22.503    |
| 26. јун 2021.  | Салвадор          | 0 : 0 | Гватемала         | Пријатељска        | 22.000    |